# Mitsubishi 6G7
Двигатели Mitsubishi 6G7 или Cyclone — V-образные шестицилиндровые бензиновые двигатели внутреннего сгорания, производящиеся Mitsubishi Motors с 1986 по 2021 год с клапанными механизмами SOHC, DOHC и MIVEC.

## Диаметр и ход поршня
| Код двигателя | Объём            | Диаметр x ход поршня |
| ------------- | ---------------- | -------------------- |
| 6G71          | 2,0 л (1998 см3) | 74,7 × 76 мм         |
| 6G72          | 3,0 л (2972 см3) | 91,1 × 76 мм         |
| 6G73          | 2,5 л (2497 см3) | 83,5 × 76 мм         |
| 6G74          | 3,5 л (3497 см3) | 93 × 85,8 мм         |
| 6G75          | 3,8 л (3828 см3) | 95 × 90 мм           |

## 6G71
- Клапанный механизм: DOHC
- Мощность: 88 кВт (118 л. с.) при 5000 об/мин
- Крутящий момент: 172 Н⋅м при 4500 об/мин
- Степень сжатия: 8.9:1[1]

## 6G72
- Клапанные механизмы: SOHC (12—24 клапанов), DOHC (24 клапана)
- Мощность: 133—239 кВт (141—320 л. с.) при 3600—6000 об/мин
- Крутящий момент: 233—427 Н⋅м при 3600—4500 об/мин
- Степень сжатия: 8.0:1—10.0:1[2]

## 6G73
- Клапанный механизм: SOHC (24 клапана)
- Мощность: 163 л. с. при 5900 об/мин
- Крутящий момент: 221 Н⋅м при 4350 об/мин[3]

## 6G74
- Клапанные механизмы: SOHC, DOHC и MIVEC (24 клапана)
- Мощность: 139—180 кВт (141—320 л. с.) при 4750—5500 об/мин
- Крутящий момент: 306—333 Н⋅м при 3750—4500 об/мин
- Степень сжатия: 10.4:1

## 6G75
- Мощность: 160—205 кВт (215—275 л. с.)
- Крутящий момент: 339—393 Н⋅м